# 엘라 에어
엘라 에어(Ella Eyre, 1994년 4월 1일 ~ )는 잉글랜드의 싱어송라이터이다.

## 음반 목록
- Feline (2015)